# Kirna (Martna)
Kirna – wieś w Estonii, w prowincji Lääne, w gminie Martna.